# Ziggy Stardust (canção)
"Ziggy Stardust" é uma canção composta e gravada pelo músico britânico David Bowie para o seu álbum conceitual The Rise and Fall of Ziggy Stardust and the Spiders from Mars, de 1972.  A faixa trata do alter ego Ziggy Stardust, rock star que age como mensageiro de seres extraterrestres. Em 2010, a canção ficou no n°282 da lista da revista Rolling Stone das 500 melhores canções de todos os tempos. A faixa é uma das quatro canções de Bowie a figurar na lista de 500 canções que mudaram o rock do Rock and Roll Hall of Fame.
A personagem foi inspirada no cantor britânico de rock Vince Taylor, que Bowie conheceu após Taylor ter um surto e acreditar que era um cruzamento entre um deus e um alienígena, mas Taylor foi somente parte do modelo da personagem. Outras influências incluíam o  Legendary Stardust Cowboy e Kansai Yamamoto, que criou os figurinos utilizados por Bowie durante sua turnê. O nome Ziggy Stardust veio parcialmente do Legendary Stardust Cowboy e parcialmente, de acordo com o que Bowie disse à revista Rolling Stone, porque Ziggy era "um dos poucos nomes cristãos que começam com a letra 'Z' que consegui achar". Em 1990, numa entrevista para a revista Q, ele explicou que Ziggy veio de uma alfaiataria chamada Ziggy's pela qual o cantor passou quando num trem, e ele gostou porque o nome tinha "aquela conotação de Iggy [Pop], mas era uma alfaiataria e eu pensei, 'Bem, essa coisa toda vai ser sobre roupas', então era a minha piadinha interna ter chamado a personagem de Ziggy. Então, Ziggy Stardust foi uma verdadeira compilação de coisas."
A demo original da canção, gravada em fevereiro de 1971, foi lançada como faixa bônus da reedição em CD da Rykodisc de Ziggy Stardust em 1990. A demo também foi lançada no disco bônus de Ziggy Stardust - 30th Anniversary Reissue em 2002.  A versão do álbum foi gravada em novembro de 1971.